# Ella Fitzgerald
Ella Jane Fitzgerald (n. 25 aprilie 1917, Newport News⁠(d), Virginia, SUA – d. 15 iunie 1996, Beverly Hills, California, SUA) a fost o renumită cântăreață de jazz americană, supranumită "The First Lady of Song".
Cu un registru vocal excepțional de trei octave, s-a remarcat prin puritatea vocii și intonației, o imensă muzicalitate și prin capacitatea de improvizare, în mod particular în stilul scat. A primit de 13 ori cunoscuta distincție "Grammy Award". Alături de cîntărețele Billie Holiday și Sarah Vaughan, a contribuit la dezvoltarea stilului vocal interpretativ modern în muzica de jazz. Colaborarea ei cu Louis Armstrong și Count Basie, precum și numeroasele turnee în cadrul seriei "Jazz At The Philarmonic" au făcut-o cunoscută în lumea întreagă. Deschisă multor impulse muzicale moderne, de la intonațiile sud-americane până la stilul Soul, dar și pentru Blues, Swing sau Bebop, Ella Fitzgerald a lăsat posterității o operă bogată, eternizată în sute de înregistrări discografice.
Ella Fitzgerald a câștigat 14 Premii Grammy, inclusiv Premiul Grammy pentru întreaga carieră, care i-a fost acordat în 1967.

## Biografie

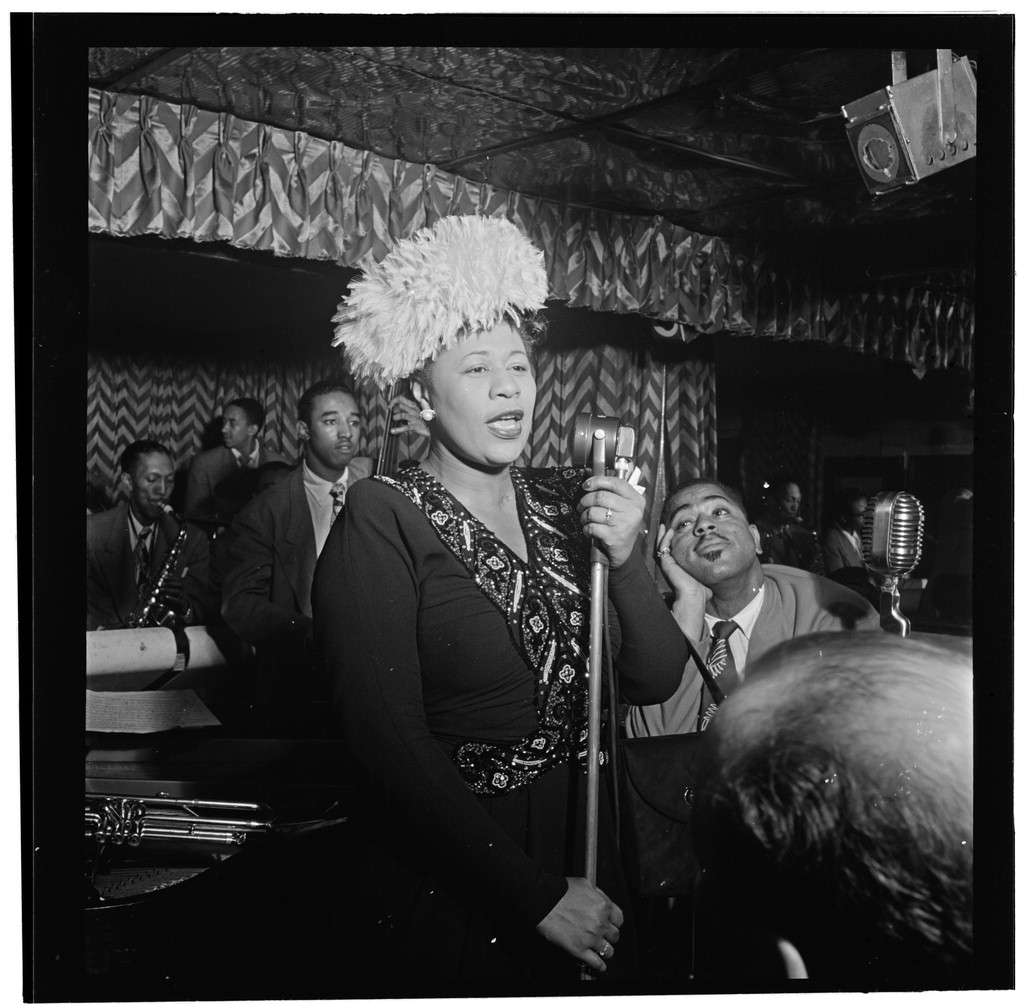
Ella Fitzgerald în New York City, septembrie 1947

Ella Fitzgerald s-a născut la 25 aprilie 1917 în Newport News, statul Virginia. În timpul copilăriei visa să devină dansatoare, dar, la sfatul prietenilor, începe să cânte și ia parte la mai multe competiții. În ianuarie 1934, în vârstă de 16 ani, câștigă finala la "Wednesday Amateur Show" a teatrului "Apollo" din Harlem (New York). Este remarcată de Bardu Ali din orchestra lui Chick Webb, care o angajează în formația lui în 1935 și Ella începe să cânte cu regularitate la spectacolele din teatrul "Savoy" din Harlem. În același an înregistrează primul disc cu titlurile "Are You Here To Stay" și "Love And Kisses", precum și celebrul "If You Cant't Sing It, You'll Have to Swing It". În scurt timp se dezvoltă ca excelentă cântăreață de Swing, în 1937 revista de jazz "Down Beat" o alege drept cea mai bună cântăreață a anului. După moartea lui Chick Webb în 1939, preia conducerea orchestrei sub numele de "Ella Fitzgerald and Her Famous Orchestra". După o scurtă căsătorie (1940-1942) cu Benny Kornegay, care va fi anulată,  începe o carieră ca solistă și primește angajamente în diverse cluburi de noapte împreună cu orchestrele "Delta Rhythm Boys", "Ink Spots" și "Mills Brothers". În 1945, înregistrează un deosebit succes alături de trompetistul Dizzy Gillespie ca virtuoasă în genul scat (improvizații vocale fără cuvinte) în stilul Bebop. Doi ani mai târziu apare pentru prima dată pe scena teatrului "Carnegie Hall" din New York împreună cu saxofonistul Charlie Parker. Cu ajutorul impresarului Norman Granz începe seria de concerte "Jazz At The Philarmonic", la care va participa până la desființarea acestora în 1967.
Cântecele interpretate de ea sunt compuse de cei mai cunoscuți compozitori americani, ca George Gershwin (împreună cu orchestra lui Nelson Riddle), Cole Porter, Duke Ellington și înregistrează discuri în albumele "Ella Sings Gershwin" (1950), "The Cole Porter Songbook" (1956), "The Duke Ellington Songbook" (1957), "The Irving Berlin Songbook" (1958). Împreună cu orchestra lui Duke Ellington, întreprinde turnee în Europa și America de Nord. Concertele erau deschise cu celebra compoziție a lui Duke Ellington, Take the "A" Train, Ella Fitzgerald fiind una din rarele interprete vocale ale acestei dificile bucăți muzicale. Legendare au rămas aparițiile ei alături de trompetistul Louis Armstrong în concerte sau în opera "Porgy and Bess" de George Gershwin, în care interpreta cu deosebită sensibilitate faimoasa arie "Summertime". 
Ca actriță și cântăreață a apărut în filmele muzicale "Pete Kelly's Blues" (1955), "St. Louis Blues" (1958), "Let No Man Write My Epitaph". A fost căsătorită cu celebrul bassist Ray Brown.

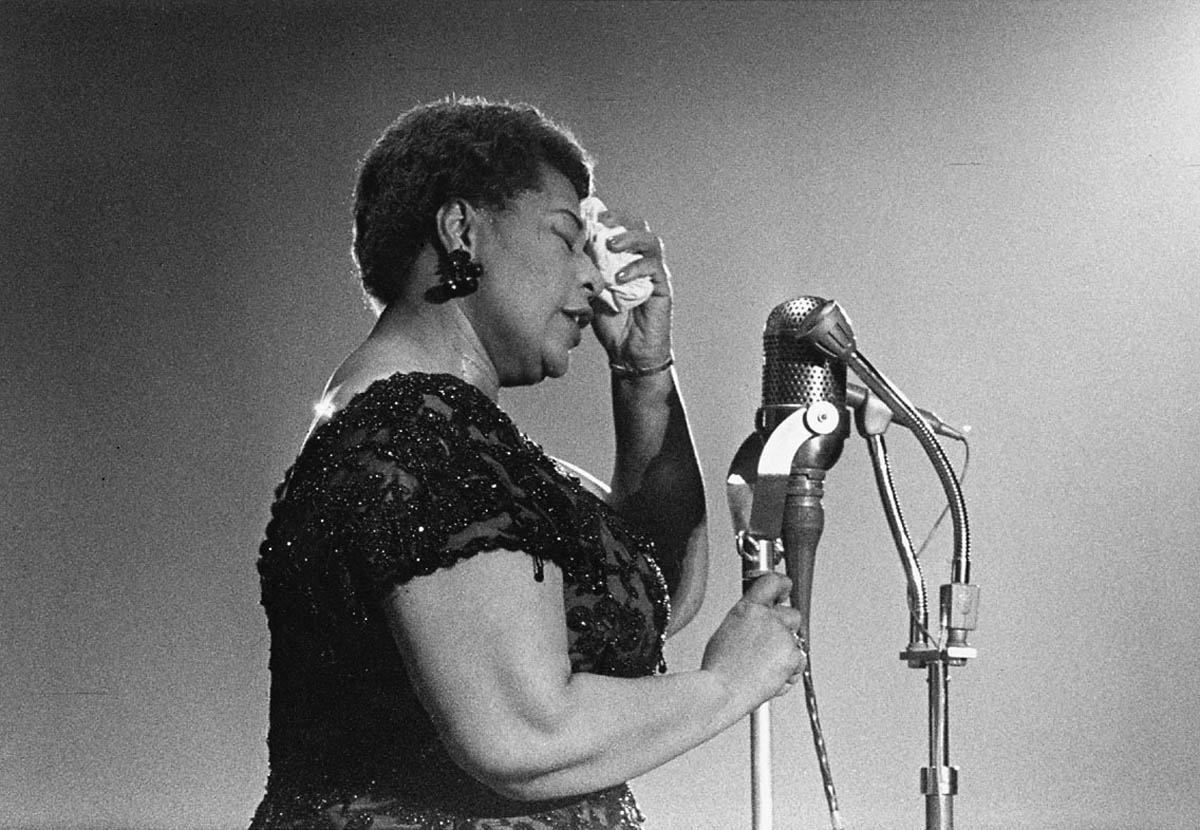
Ella Fitzgerald în concert, 1961

Cariera sa a fost temporar întreruptă în anul 1966 din cauza unei severe afecțiuni oftalmologice - dezlipire de retină. A suferit o intervenție chirurgicală și timp de mai multe luni n-a mai apărut în public. În anii ce au urmat, anii '70, înregistrează mai multe discuri ("Take Love Easy", 1973 cu Joe Pass, "Ella and Oscar", 1975 cu Oscar Peterson, "A Classy Pair", 1979 cu Count Basie). În anul 1992 a susținut ultimul său concert. Apoi starea sănătății sale se deteriorează, fiind diagnosticată cu diabet. Pe acest fond, apar complicații cardio-vasculare. Din cauza unor obstrucții arteriale, un an mai târziu, în 1993, i se amputează ambele gambe. Ella Fitzgerald moare la 15 iunie 1996 în Beverly Hills, California.

## Discografie
Albume de studio

### Anii '50
| Titlu                                                                   | Date Album                                             | Note |
| ----------------------------------------------------------------------- | ------------------------------------------------------ | ---- |
| Ella Sings Gershwin                                                     | - Lansat: 1950 - Casa de discuri: Decca                |      |
| Songs In A Mellow Mood                                                  | - Lansat: 1954 - Casa de discuri: Decca                |      |
| Lullabies Of Birdland                                                   | - Lansat: 1954 - Casa de discuri: Decca                |      |
| For Sentimental Reasons                                                 | - Lansat: 1955 - Casa de discuri: Decca                |      |
| Miss Ella Fitzgerald & Mr Gordon Jenkins Invite You To Listen And Relax | - Lansat: 1955 - Casa de discuri: Decca                |      |
| Sweet And Hot                                                           | - Lansat: 1955 - Casa de discuri: Decca                |      |
| Songs From Pete Kelly's Blues (cu Peggy Lee)                            | - Lansat: 1955 - Casa de discuri: Decca                |      |
| Ella Fitzgerald Sings The Cole Porter Song Book                         | - Lansat: 1956 - Casa de discuri: Verve                |      |
| Ella And Louis (cu Louis Armstrong)                                     | - Lansat: 1956 - Casa de discuri: Verve                |      |
| Ella Fitzgerald Sings The Rodgers & Hart Song Book                      | - Lansat: 1956 - Casa de discuri: Verve                |      |
| Ella And Louis Again (cu Louis Armstrong)                               | - Lansat: 1957 - Casa de discuri: Verve                |      |
| Ella Fitzgerald Sings The Duke Ellington Song Book (cu Duke Ellington)  | - Lansat: 1957 - Casa de discuri: Verve                |      |
| Ella And Her Fellas                                                     | - Lansat: 1957 - Casa de discuri: Decca                |      |
| Like Someone In Love                                                    | - Lansat: 1957 - Casa de discuri: Verve                |      |
| One O'Clock Jump (cu Count Basie și Joe Williams)                       | - Lansat: 1957 - Casa de discuri: Verve                |      |
| Ella Swings Lightly                                                     | - Lansat: 1958 - Casa de discuri: Verve                |      |
| Ella Fitzgerald Sings The Irving Berlin Song Book                       | - Lansat: 1958 - Casa de discuri: Verve                |      |
| Porgy And Bess (cu Louis Armstrong)                                     | - Lansat: 1957 - Lansat: 1959 - Casa de discuri: Verve |      |
| Hello, Love                                                             | - Lansat: 1959 - Casa de discuri: Verve                |      |
| Get Happy!                                                              | - Lansat: 1959 - Casa de discuri: Verve                |      |
| Ella Fitzgerald Sings Sweet Songs For Swingers                          | - Lansat: 1959 - Casa de discuri: Verve                |      |
| Ella Fitzgerald Sings The George And Ira Gershwin Song Book             | - Lansat: 1959 - Casa de discuri: Verve                |      |

### Anii '60
| Titlu                                                                            | Detalii Album                             | Note |
| -------------------------------------------------------------------------------- | ----------------------------------------- | ---- |
| Ella Wishes You A Swinging Christmas                                             | - Lansat: 1960 - Casa de discuri: Verve   |      |
| Ella Fitzgerald Sings Songs From The Soundtrack Of "Let No Man Write My Epitaph" | - Lansat: 1960 - Casa de discuri: Verve   |      |
| Ella Fitzgerald Sings The Harold Arlen Song Book                                 | - Lansat: 1961 - Casa de discuri: Verve   |      |
| Clap Hands, Here Comes Charlie!                                                  | - Lansat: 1961 - Casa de discuri: Verve   |      |
| Rhythm Is My Business                                                            | - Lansat: 1962 - Casa de discuri: Verve   |      |
| Ella Swings Brightly With Nelson                                                 | - Lansat: 1962 - Casa de discuri: Verve   |      |
| Ella Swings Gently With Nelson                                                   | - Lansat: 1962 - Casa de discuri: Verve   |      |
| Ella Sings Broadway                                                              | - Lansat: 1963 - Casa de discuri: Verve   |      |
| Ella Fitzgerald Sings The Jerome Kern Song Book                                  | - Lansat: 1963 - Casa de discuri: Verve   |      |
| Ella And Basie! (cu Count Basie)                                                 | - Lansat: 1963 - Casa de discuri: Verve   |      |
| These Are The Blues                                                              | - Lansat: 1963 - Casa de discuri: Verve   |      |
| Ella And Basie!: On The Sunny Side Of The Street (cu Count Basie)                | - Lansat: 1963 - Casa de discuri: Verve   |      |
| Hello, Dolly!                                                                    | - Lansat: 1964 - Casa de discuri: Verve   |      |
| Ella Fitzgerald Sings The Johnny Mercer Song Book                                | - Lansat: 1964 - Casa de discuri: Verve   |      |
| Ella At Duke's Place (cu Duke Ellington)                                         | - Lansat: 1965 - Casa de discuri: Verve   |      |
| Whisper Not                                                                      | - Lansat: 1966 - Casa de discuri: Verve   |      |
| Brighten The Corner                                                              | - Lansat: 1967 - Casa de discuri: Capitol |      |
| Ella Fitzgerald's Christmas                                                      | - Lansat: 1967 - Casa de discuri: Capitol |      |
| 30 By Ella                                                                       | - Lansat: 1968 - Casa de discuri: Capitol |      |
| Misty Blue                                                                       | - Lansat: 1968 - Casa de discuri: Capitol |      |
| Ella                                                                             | - Lansat: 1969 - Casa de discuri: Reprise |      |

### Anii '70
| Titlu                                                         | Detalii Album                              | Note |
| ------------------------------------------------------------- | ------------------------------------------ | ---- |
| Things Ain't What They Used To Be (And You Better Believe It) | - Lansat: 1970 - Casa de discuri: Reprise  |      |
| Ella Loves Cole                                               | - Lansat: 1972 - Casa de discuri: Atlantic |      |
| Take Love Easy (cu Joe Pass)                                  | - Lansat: 1973 - Casa de discuri: Pablo    |      |
| Ella And Oscar (cu Oscar Peterson)                            | - Lansat: 1975 - Casa de discuri: Pablo    |      |
| Fitzgerald And Pass... Again (cu Joe Pass)                    | - Lansat: 1976 - Casa de discuri: Pablo    |      |
| Lady Time                                                     | - Lansat: 1978 - Casa de discuri: Pablo    |      |
| Dream Dancing                                                 | - Lansat: 1978 - Casa de discuri: Pablo    |      |
| Fine And Mellow                                               | - Lansat: 1979 - Casa de discuri: Pablo    |      |
| A Classy Pair (cu Count Basie)                                | - Lansat: 1979 - Casa de discuri: Pablo    |      |

### Anii '80
| Titlu                                                                                       | Detalii Album                                    | Note |
| ------------------------------------------------------------------------------------------- | ------------------------------------------------ | ---- |
| Ella Abraça Jobim: Ella Fitzgerald Sings the Antonio Carlos Jobim Song Book                 | - Lansat: 1981 - Casa de discuri: Pablo          |      |
| The Best Is Yet To Come                                                                     | - Lansat: 1982 - Casa de discuri: Pablo          |      |
| Speak Love (cu Joe Pass)                                                                    | - Lansat: 1983 - Casa de discuri: Pablo          |      |
| Nice Work If You Can Get It: Ella Fitzgerald and André Previn Do Gershwin (cu André Previn) | - Lansat: 1983 - Casa de discuri: Pablo          |      |
| Easy Living (cu Joe Pass)                                                                   | - Lansat: 1986 - Casa de discuri: Pablo          |      |
| All That Jazz                                                                               | - Lansat: 1989 - Casa de discuri: Pablo          |      |
| The Intimate Ella                                                                           | - Lansat: 1989 - Casa de discuri: Verve-Polygram |      |